# Lampides amastris
Lampides amastris är en fjärilsart som beskrevs av Hans Fruhstorfer 1916. Lampides amastris ingår i släktet Lampides och familjen juvelvingar. Inga underarter finns listade i Catalogue of Life.